# Manfred Max-Neef
Manfred Arthur Max-Neef (Valparaíso, 26 de octubre de 1932-Valdivia, 8 de agosto de 2019) fue un intelectual, economista, ambientalista y político chileno, autor de varios libros, ganador del Right Livelihood Award en 1983 y candidato independiente (Movimiento ecologista) a la presidencia de Chile en 1993.

## Primeros años de vida
Hijo de Magdalena Sophie Neef, con estudios humanistas y musicales y Alfred Wilhelm Hermann Max, economista de origen alemán,  ambos alemanes que llegaron a Chile luego de la Primera Guerra Mundial. Max Neef estudió en el Liceo de Aplicación y posteriormente economía en la Universidad de Chile.
A mediados de la década de 1950, trabajó en la compañía Shell, donde alcanzó un cargo directivo. En 1957 decide abandonar para siempre el trabajo en empresas privadas, para comenzar a enriquecerse intelectualmente de manera independiente.
En 1961 toma un puesto académico en la Universidad de California en Berkeley, acompañando a sus alumnos en las protestas en contra de la guerra de Vietnam. Durante los años siguientes, trabaja esporádicamente en proyectos para la ONU (especialmente la FAO) y la OEA.

### El exilio
Durante la década de 1970 el economista comienza a trabajar en Ecuador, con pequeños campesinos indígenas de la región lluviosa occidental, y también en Brasil, intentando revitalizar una pequeña ciudad en el estado federal de Minas Gerais. Las ideas desarrolladas en estos trabajos acaban por materializarse en sus textos Experiences in Barefoot Economics, subtítulo que llevaría más tarde, en 1992, su libro From the Outside Looking In, editado por la Fundación Dag Hammarskjöld de Suecia.
En 1973 acepta un puesto académico en la Universidad de Chile, pero el mismo año se produce el golpe de Estado que da inicio a la dictadura militar liderada por Augusto Pinochet, y debido a su trabajo realizado en Ecuador, mal visto por la dictadura, decide exiliarse en Argentina, donde comienza a trabajar para la Fundación Bariloche, fuertemente marcada por las ideas de Carlos Mallmann, y que mezclaba los estudios en ciencias naturales, matemáticas y música, además de ser los responsables del estudio Límites de la pobreza, en el cual se presenta el «Modelo de Bariloche», una alternativa optimista a lo expuesto en el reconocido informe Los límites del crecimiento de Donella Meadows, publicado en 1972 por el Club de Roma.

## Vida política y administrativa
En 1985 fue uno de los integrantes del grupo político Intransigencia Democrática, y en 1988 fue uno de los fundadores del movimiento político Independientes por el Consenso Democrático. Max Neef fue miembro del Consejo Asesor de los Gobiernos de Canadá y Suecia para el Desarrollo Sostenible, y en 1993 se postula como candidato independiente a la presidencia de Chile, siendo presentado por el Movimiento Ecologista, elecciones ganadas por Eduardo Frei Ruiz-Tagle en primera mayoría y obteniendo solo un cuarto lugar, con el 5.55 % de los votos.
Entre 1991 y 1994 fue rector de la Universidad Bolivariana, y entre 1994 y 2002 fue rector de la Universidad Austral de Chile. Posteriormente trabajó como Profesor Titular de la Facultad de Ciencias Económicas y Administrativas, ocupando además el cargo de director del Instituto de Economía de dicha universidad.

## Obra y pensamiento

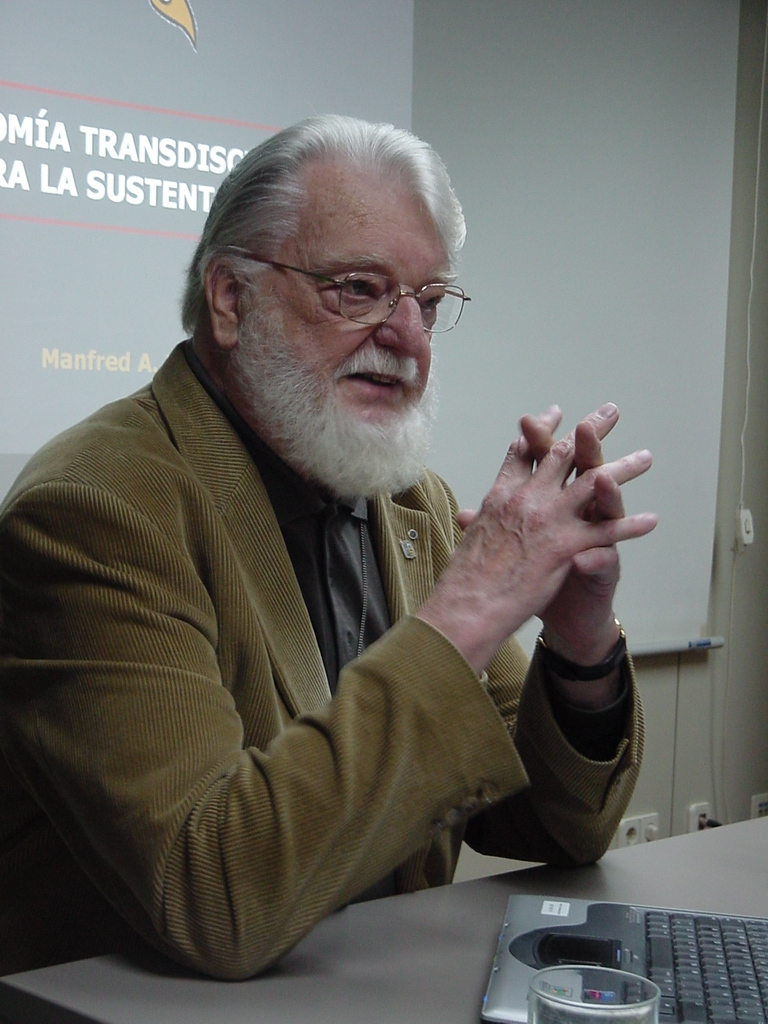
Max-Neef dando una charla en 2007.

Fue considerado por sus ideas, enfoques económicos y ambientalistas como un adelantado para su época. Sus obras más destacadas son dos tesis que denominó La economía descalza y Desarrollo a escala humana, las que definen una matriz que abarca nueve necesidades humanas básicas: «subsistencia», «protección», «afecto», «comprensión» o «entendimiento», «participación», «creación», «recreo» u «ocio», «identidad» y «libertad»; además proponía una décima necesidad, pero que prefería mantener separada de las anteriores: la «trascendencia». Todas ellas hacen hincapié en la importancia de los esfuerzos humanos pequeños y apasionados. Max-Neef además postulaba que no existe correlación alguna entre el grado de desarrollo económico (industrial) y la felicidad relativa de las personas implicadas; al contrario, el desarrollo económico parece aumentar la soledad y la alienación en las sociedades desarrolladas.
En la década de 1990 formuló la Hipótesis del Umbral, la idea de que a partir de determinado punto del desarrollo económico, la calidad de vida comienza a disminuir. Por lo tanto, «todo crecimiento cuantitativo debería derivar en un desarrollo cualitativo». Para Max-Neef, el «desarrollo» debe definirse como la «liberación de posibilidades creativas» de todos los integrantes de una sociedad, concepto independiente del de crecimiento económico, sin ser una condición para este último.
El economista también creó el indicador ECOSON (siglas para «ecological person»; «persona ecológica» en español), que mide la cuota de consumo de energía de un ciudadano que satisface de manera sensata sus necesidades básicas sin marginar a nadie. Se trata, por lo tanto, de un indicador referido a la disponibilidad de energía y al mismo tiempo a su justa distribución. Max-Neef concluía que los ecosones son mucho mayores en el hemisferio norte que en el hemisferio sur; y que por lo tanto, para buscar un desarrollo sostenible, más que buscar reducir la sobrepoblación en el sur, lo crítico es buscar disminuir los ecosones en el norte.
En cuanto a qué hacer hoy para revertir el crecimiento no sostenible de la humanidad, Max-Neef suele ejemplificar la situación con su parábola del rinoceronte, que representa el monstruo de la modernización: parece imposible espantarlo con un palo, pero muchísimos mosquitos, reunidos espontáneamente y sin una jerarquía, pueden hacerle la vida imposible hasta que decida marcharse.
Para Max Neef el rescate financiero en todo el mundo, iniciado después de la caída de Lehman Brothers en Estados Unidos (crisis financiera de 2008, crisis de las hipotecas subprime, Ley de Estabilización Económica de Urgencia de 2008, crisis del Euro) es la mayor inmoralidad de la historia de la humanidad.

## Reconocimientos
En 1983 fue galardonado con el premio Right Livelihood Award, considerado el Premio Nobel alternativo de economía. Con el dinero de este premio fundó en Santiago el ya desaparecido Centro de Estudio y Promoción de Asuntos Urbanos (CEPAUR), a través del cual puso en práctica su teoría del «desarrollo a escala humana». Posteriormente se hizo miembro del Club de Roma, de la Academia Leopold Kohr en Salzburgo, Austria, y de la E.F. Schumacher Society, en Inglaterra, llamada así en honor al famoso intelectual y economista Ernst Friedrich Schumacher.

## Controversias
En marzo de 2015, la Comisión Nacional de Acreditación sancionó a la agencia acreditadora de Max Neef y otras exautoridades universitarias, incluyendo al exrector de la Universidad de Chile Luis Riveros, mediante una multa de alrededor de U$ 8600 (más de 4 millones de pesos chilenos) debido al conflicto de interés que afectó la acreditación de la carrera de Ingeniería Comercial cuyo Instituto de Economía Max Neef encabezaba como Director. Max Neef presentó una querella contra el académico de la Universidad Austral de Chile que denunció dicho conflicto de interés, querella que fue finalmente desechada y que llevó a que el tribunal sancionara a Max Neef con el pago de los gastos judiciales incurridos por el académico querellado. Debido a su negativa a pagar lo ordenado por el Tribunal, el abogado del académico querellado solicitó a la autoridad judicial que se decrete embargo contra los bienes del economista.

## Muerte
Se han evitado entregar detalles de su deceso. Su registro de defunción señala como su causa de muerte "síndrome consuntivo, cáncer mestastásico de origen no conocido". Se le realizó su velatorio en el hall del Aula Magna de la Uach, lugar donde se le rendiría un homenaje. Se realizó la ceremonia de reconocimiento a la labor de Max-Neef efectuándose durante la jornada del sábado 10 de agosto, para que luego la familia lleve su cuerpo a Temuco. La Intendencia de Los Ríos decretó duelo regional un día por muerte de Manfred Max Neef.

### Libros
- 1982: La economía descalza: Señales desde el mundo invisible
- 1986: Desarrollo a escala humana: Conceptos, aplicaciones y reflexiones, Icaria Editorial, ISBN 978-84-7426-217-9, Barcelona, España. En Argentina editado por Biblioteca Permacultura, 2013.
- 2007: La dimensión perdida: la inmensidad de la medida humana
- 2014: La economía desenmascarada: del poder y la codicia a la compasión y el bien común (con Philip B. Smith), Icaria Editorial, ISBN 978-84-9888-557-6, Barcelona, España. En Argentina publicado por Biblioteca Permacultura, 2014.

### Ensayos

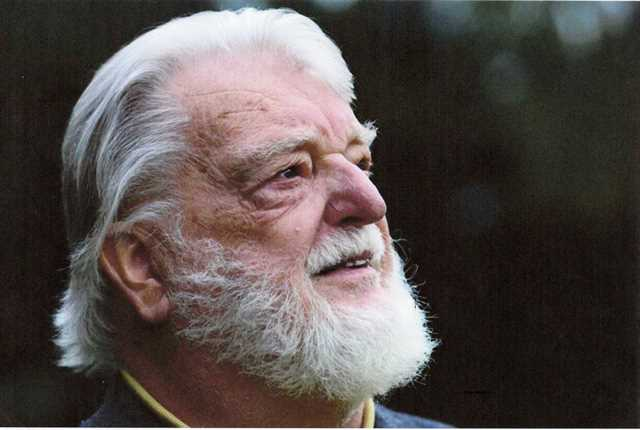
Manfred Max Neef en 2016.

- 2006: El poder de la globalización (Revista Futuros, No. 14, 2006 Vol. IV)
- 2004: Fundamentos de la transdisciplinaridad
- 1995: Economic Growth and Quality of Life: A Threshold Hypothesis
- 1992: Real Life Economics: Understanding Wealth Creation
- 1992: From the Outside Looking In: Experiences in Barefoot Economics
- 1990: Entwicklung nach menschlichem Mass
- 1989: Sociedad civil y cultura democrática: Mensajes y paradojas
- 1988: Repensando la ciudad de América Latina
- 1984: From the Outside Looking In
- 1984: Fran Andra Sidan
- 1978: Trabajo, tamaño urbano y calidad de vida
- 1972: En el mundo aparte
- 1968: Los recursos para el desarrollo
- 1965: Motivación empresarial y concentración del poder económico
- 1965: En torno a una sociología del desarrollo

## Historial electoral

### Elección presidencial de 1993
- Elección presidencial de 1993, para la Presidencia de la República [20]